# Ercros

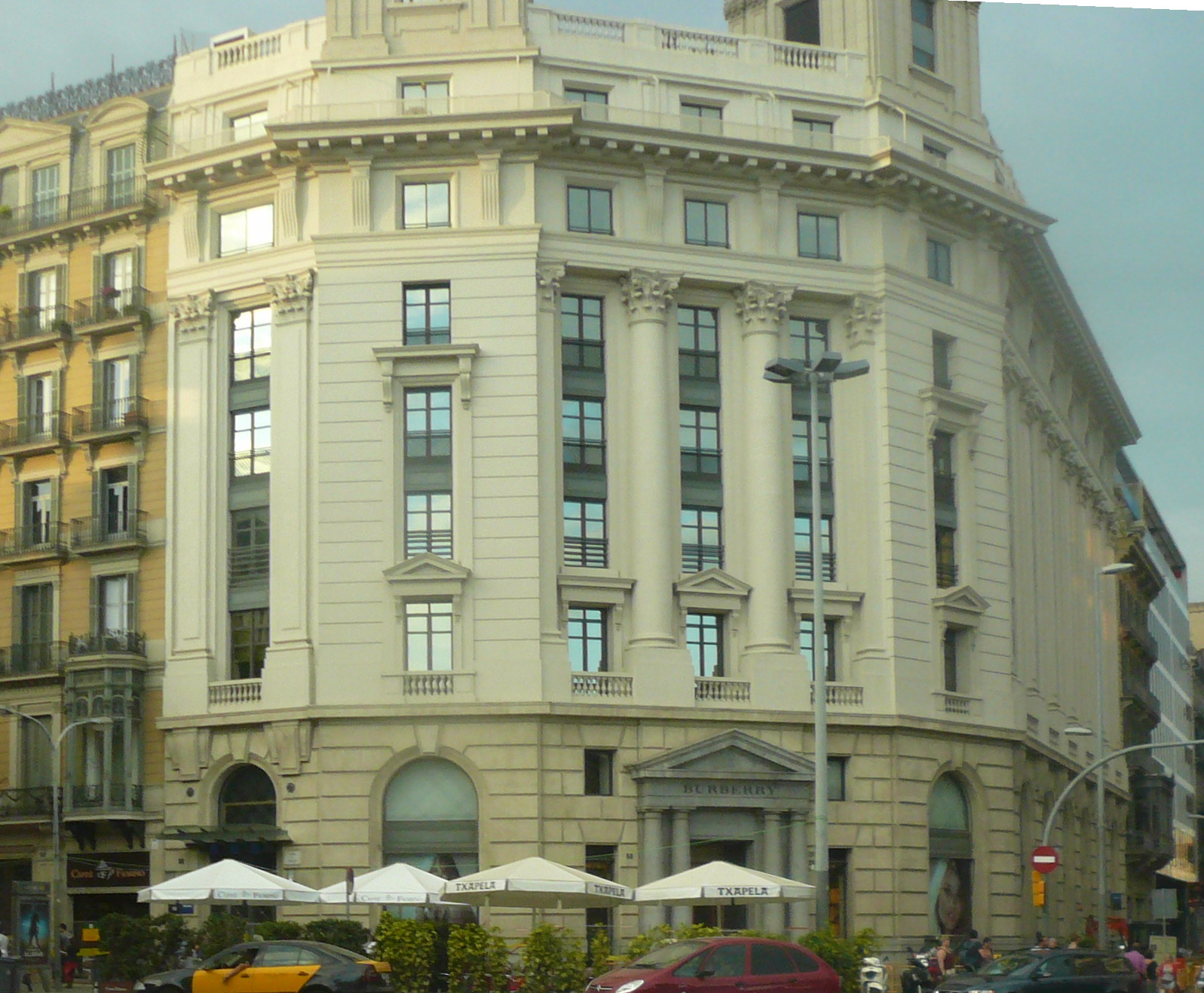
Antiga seu de l'empresa Cros, al passeig de Gràcia de Barcelona

Ercros és una empresa química amb seu social a Barcelona. Creada l'any 1989, és hereva de dues empreses químiques privades: SA Cros i Unión de Explosivos Río Tinto.
Amb les adquisicions dels darrers anys del grup Aragonesas (2005) i Derivados Forestales Group XXI (2006) s'ha convertit en la primera empresa química amb seu social a Catalunya, no petroquímica ni multinacional.
Ercros és un grup industrial dedicat a la fabricació i comerç de productes bàsics per a les indústries química i farmacèutica, així com al sector del plàstic, del tractament de l'aigua de piscina i de l'alimentació animal.
Ocupa el primer lloc del rànquing estatal de vendes de sosa càustica, clorat sòdic i fosfat bicàlcic i és el segon agent al mercat del PVC. A Europa, és líder de vendes d'ATCC i ocupa el segon lloc al mercat de l'acetat d'etil. Amb el parafolmaldehid i la pentaeritrita ocupa el primer i tercer lloc del mercat mundial, respectivament. També és líder amb les eritromicines i les fosfomicines.
El seu capital social és de 161 milions d'euros i les seves accions cotitzen al mercat continu de les borses de Barcelona i València, a més de les de Bilbao i Madrid.
El personal de la companyia, integrada per 2.000 persones, es distribueix en 15 centres de producció.
Amb un volum de producció de 2,4 milions de tones anuals, Ercros factura al voltant dels 866 milions d'euros a l'any. Els seus productes arriben a 2.000 clients i són presents a més de 90 països.
El 2021 va anunciar que invertiria un total de 20,3 milions d’euros fins al 2025 a la seva fàbrica d'Aranjuez (Comunitat de Madrid), on aixecarà una nova planta d'extracció per produir dos nous principis actius de la família dels antibiòtics.

## Complex de Tarragona

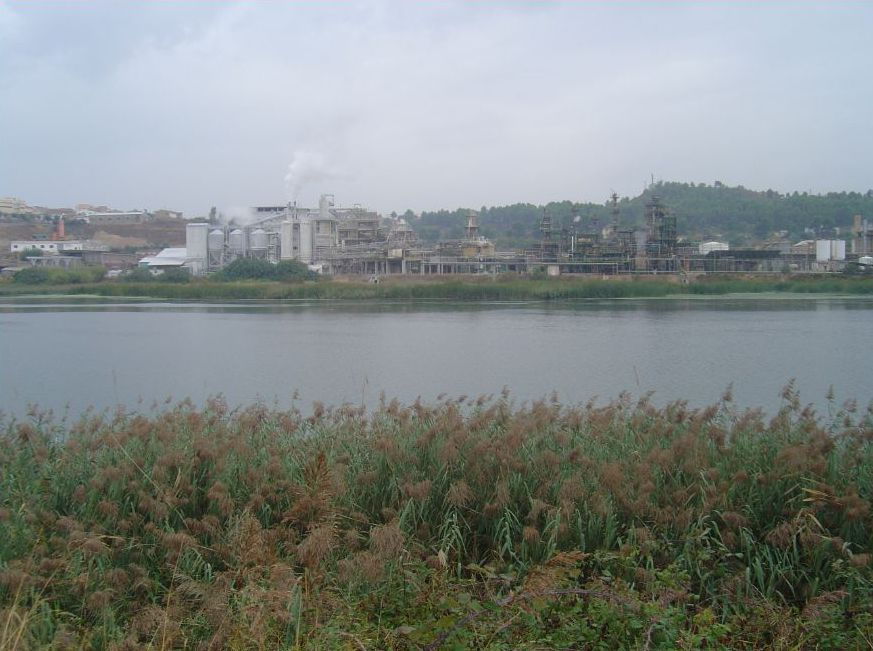
Centre de producció de Flix

Consta dels centres de producció de Flix (productora de clor, hipoclorit sòdic, fosfat càlcic i bicàlcic, etc.), Vila-seca I (productora de clor, sosa càustica i derivats inorgànics), Vila-seca II (fa PVC) i Tarragona (que produeix àcid nítric).

## Crítiques
Ecològicament la companyia ERCROS té un historial de contaminació i degradació de zones, com per exemple al Pantà de Flix, la descontaminació del qual s'està duent a terme. A data de març del 2013 l'empresa tenia un deute amb la Generalitat de Catalunya de 21,4 milions d'euros.